# SATS (empresa)
SATS Ltd., (em chinês :新翔集团有限公司) comumente abreviado como SATS é o principal provedor de serviços de assistência em terra e de catering em voo no Aeroporto Changi de Singapura. A SATS controla cerca de 80% dos negócios de assistência em terra e catering do Aeroporto de Changi.

## Comida
As "soluções alimentares" da SATS incluem catering a bordo, logística alimentar, catering industrial, bem como fabricação de alimentos refrigerados e congelados e roupa de cama e lavanderia de companhias aéreas.

## Reconhecimento
A SATS foi descrita como a terceira empresa mais admirada em Cingapura, em uma pesquisa realizada pelo The Wall Street Journal Asia em setembro de 2008. A SATS também ficou em segundo lugar em qualidade de seus serviços e em reputação corporativa e em quarto lugar em inovação.